# Vicence-Bionde
Vicence-Bionde (en italien : Vicenza-Bionde) est une course cycliste italienne disputée au mois d'avril entre Vicence et Bionde (it), en Vénétie. Créée en 1945, elle est organisée par l'Unione Sportiva Bionde. 
Cette épreuve fait partie du calendrier national de la Fédération cycliste italienne, en catégorie 1.13. Elle est par conséquent réservée aux cyclistes espoirs (moins de 23 ans). 

## Présentation
Vicence-Bionde est créée en 1945, peu après la libération de l'Italie par les Américains à la fin de la Seconde Guerre mondiale. Son parcours majoritairement plat est favorable aux sprinteurs.  
En 1959, la course n'est pas disputée en raison de travaux sur le parcours.
L'édition 2020 est reportée au mois d'octobre en raison de la pandémie de Covid-19.

## Palmarès
| Année          | Vainqueur             | Deuxième                | Troisième             |
| -------------- | --------------------- | ----------------------- | --------------------- |
| Coppa Toder    |                       |                         |                       |
| 1945           | Lino Carlotti         | Guido Zamperioli        | Antonio Marchesini    |
| 1946           | Arnaldo Faccioli (it) |                         |                       |
| 1947           | Aurelio Fedrigo       | Luigi Zacchi            | Danilo Bonadiman      |
| 1948           | Arduino Clementi      | Bruno Meneghini         | Leonida Scarato       |
| 1949           | Arduino Clementi      | Luigi Sacchetto         | Goliardo Motti        |
| Vicence-Bionde |                       |                         |                       |
| 1950           | Alberto Garbo         | Ignazio Trevisan        | Sante Carollo (it)    |
| 1951           | Luigi Benvenuti       | Mario Piazzon           | Arturo Ferrari        |
| 1952           | Cleto Maule           | Vasco Ambroso           | Mario Pistoia         |
| 1953           | Primo Furlani         | Edo Faccioli            | Antonio Zuanazzi      |
| 1954           | Mario Tosato          | Cleto Maule             | Cesare Girardini      |
| 1955           | Rino Bagnara          | Giuseppe Chiesa         | Luciano Aurenghi      |
| 1956           | Savino Accordi        | Loris Campana           | Giulio Favaro         |
| 1957           | Renato Giusti         | Archille Varago         | Giovanni Michelotti   |
| 1958           | Renato Giusti         | Dino Liviero            | Antonio Dal Col       |
| 1959           | non disputé           | non disputé             | non disputé           |
| 1960           | Renzo Cambioli        | Dino Zandegù            | Ennio Zerbinatti      |
| 1961           | Adriano Durante       | Alfonso Melotto         | Luigi Melchiori       |
| 1962           | Giovanni Cordioli     | Giovanni De Franceschi  | Luciano Borghi        |
| 1963           | Giovanni Cordioli     | Alfonso Melotto         | Remo Seganfreddo      |
| 1964           | Vito Zanin            | Franco Mori             | Bruno Vajente         |
| 1965           | Fausto Cotai          | Renato Bonso            | Bruno Vajente         |
| 1966           | Silvano Consolati     | Fulvio Schivardi        | Giampaolo Bolzacchini |
| 1967           | Gaetano Spinello      | Bruno Cherubini         | Valeriano Tacchin     |
| 1968           | Gino Pancino          | Cipriano Chemello       | Carlo Cavazzana       |
| 1969           | Luigi Bombieri        | Bruno Alberti           | Remo Seganfreddo      |
| 1970           | Angelo Soga           | Bruno Fabris            | Franco Trevisan       |
| 1971           | Emidio Bedendo        | Roberto Roviaro         | Luciano Rossignoli    |
| 1972           | Emidio Bedendo        | Giancarlo Pedrina       | Pino Sorgato          |
| 1973           | Ermenegildo Da Re     | Renzo Biondi            | Giuliano Gobbi        |
| 1974           | Flavio Martini        | Giancarlo Penna         | Mario Cremasco        |
| 1975           | Giancarlo Penna       | Adriano Brunelle        | Rossano Rossin        |
| 1976           | Ettore Manenti        | Sante Fossato           | Giorgio Casati        |
| 1977           | Sante Fossato         | Mario Fraccaro          | Agostino Bertagnoli   |
| 1978           | Maurizio Mandelli     | Claudio Girlanda        | Fiorenzo Scalfi       |
| 1979           | Luigi Bussacchini     | Gianpietro Fracassi     | Aldo Borgato          |
| 1980           | Benedetto Patellaro   | Ennio Salvador          | Claudio Toselli       |
| 1981           | Daniele Caroli        | Enrico Montanari        | Stei Braiken          |
| 1982           | Mauro Longo           | Sandro Lerici           | Roberto Pagnin        |
| 1983           | Maurizio Bonizzato    | Ezio Moroni             | Mario Del Pup         |
| 1984           | Marco Scandiuzzi      | Roberto Galli           | Francesco Rossignoli  |
| 1985           | Mario Chiesa          | Franco Rossato          | Primož Čerin          |
| 1986           | Johnny Carera         | Eros Poli               | Marco Scandiuzzi      |
| 1987           | Daniele Bruschi       | Giovanni Strazzer       | Federico Savoia       |
| 1988           | Corrado Capello       | Michelangelo Minel      | Arrigo Pegoraro       |
| 1989           | Endrio Leoni          | Giuseppe Citterio       | Aldano Vicentini      |
| 1990           | Ivan Beltrami (it)    | Fabio Baldato           | Gianluca Gorini       |
| 1991           | Maurizio Tomi         | Nicola Minali           | Gianni Simionato      |
| 1992           | David Solari          | Gianni Simionato        | Roberto Zoccarato     |
| 1993           | Mauro Bettin          | Biagio Conte            | Roberto Pistore       |
| 1994           | Ivano Zuccotti        | Claudio Camin           | Simone Bertoletti     |
| 1995           | Davide Casarotto      | Michelangelo Cauz       | Giancarlo Raimondi    |
| 1996           | Marco Zanotti         | Franco Maragno          | Alberto Ongarato      |
| 1997           | Luca Cei              | Daniele Della Tommasina | Ivan Fanelli          |
| 1998           | Fabio Mazzer          | Cristian Caldarelli     | Saša Gajičić (de)     |
| 1999           | Crescenzo D'Amore     | Giosuè Bonomi           | Angelo Furlan         |
| 2000           | Luciano Pagliarini    | Alberto Loddo           | Marco Gelain          |
| 2001           | Simone Cadamuro       | Denis Bertolini         | Yuriy Metlushenko     |
| 2002           | Francesco Chicchi     | Mauro Colombera         | Marco Endrizzi        |
| 2003           | Enrico Grigoli        | Enrico Gasparotto       | Mirco Lorenzetto      |
| 2004           | Gianluca Geremia      | Enrico Gasparotto       | Marco Righetto        |
| 2005           | Daniele Di Nucci      | Honorio Machado         | Jonathan Righetto     |
| 2006           | Davide Beccaro        | Muradian Khalmuratov    | Matthew Goss          |
| 2007           | Fabrizio Amerighi     | Andrea Pinos            | Mauro Abel Richeze    |
| 2008           | Andrea Grendene       | Michele Merlo           | Alex Buttazzoni       |
| 2009           | Alessandro Mazzi      | Travis Meyer            | Davide Gomirato       |
| 2010           | Massimo Graziato      | Alexander Serebryakov   | Andrea Pasqualon      |
| 2011           | Andrea Dal Col        | Filippo Fortin          | Ivan Balykin          |
| 2012           | Luca Dugani Flumian   | Alberto Cecchin         | Andrea Dal Col        |
| 2013           | Marlen Zmorka         | Nicolas Marini          | Nicola Ruffoni        |
| 2014           | Jakub Mareczko        | Nicolas Marini          | Xhuliano Kamberaj     |
| 2015           | Marco Maronese        | Davide Donesana         | Luca Pacioni          |
| 2016           | Riccardo Minali       | Marco Maronese          | Niko Colonna          |
| 2017           | Mattia De Mori        | Simone Zanni            | Michael Bresciani     |
| 2018           | Giovanni Aleotti      | Rasmus Byriel Iversen   | Gregorio Ferri        |
| 2019           | Gleb Syritsa          | Filippo Baroncini       | Gregorio Ferri        |
| 2020           | Filippo Baroncini     | Lorenzo Cataldo         | Nicolò Parisini       |
| 2021           | Gleb Syritsa          | Andrea Pietrobon        | Davide Boscaro        |
| 2022           | Mattia Pinazzi        | Mattia Garzara          | Davide Persico        |
| 2023           | Mattia Pinazzi        | Nicolas Milesi          | Daniel Skerl          |
| 2024           | Viktor Bugaenko       | Thomas Capra            | Lorenzo Ursella       |
| 2025           | Matteo Fiorin         | Christian Fantini       | Alessio Menghini      |